# さとう愛理
さとう 愛理（さとう あいり、1995年3月4日 - ）は、日本のAV女優、舞台女優。アロハプロモーション所属。

## 略歴・人物
2014年1月、キャンディとミニマムの2メーカー専属女優としてデビューした、小柄で巨乳のロリ系AV女優。デビューのきっかけは、AVをみる機会があり、AV女優が可愛くて綺麗なのではまってしまった。憧れのAV女優に会えると考え、自ら事務所に応募した。
AVファン感謝祭（Japan Adult Expo）に、2014年から2017年まで参加。2017年3月、ストリップデビューする。
DMM GAMESのマジックミラー号これくしょん-マジこれ-（SOD配信）では、マジこれ宣伝部長としてPR活動、後に最高レアカードさとう愛理(SSR)としても登場（声優も担当）。
2018年より劇団ココアの舞台に出演。2020年12月、劇団「シャルム」のメンバーになる。
2020年6月19日、講談社・ミスiD2020にエントリー。
2022年12月1日、DMM GAMES「クリムゾン妖魔大戦 新キャラクター声優公開オーディション」にエントリー。
2023年12月31日、舞台に集中するためAV引退を宣言するも、1月1日、「あべ藍」に改名しての活動再開を報告した。事務所は変わらずアロハプロモーションにとどまる。

## 人物
秋田県出身。身長:149cm。スリーサイズはB90(F)・W59・H86cm。血液型:AB型。趣味:お菓子作り。特技:楽器（トランペット、クラリネット、クラリネオ、サックス、チューバ、フルート）。
中学校の頃にアニメにはまり、その流れでBLにはまっていて、異性に興味をもつきっかけとなった。趣味が同じ、AV女優の星空もあと仲が良い。コスプレが好きで、仲の良い女優らと、コミケ（コミケ90）等のイベントにも参加している。
近年は舞台女優活動に重きを置いている。AVプロデューサーの末長薫人は「芝居のうまさは現役女優の中でも屈指」と批評。復帰以前はうぶで清純なのに卑猥という役柄、復帰後は欲求不満の人妻、年下の男を手ほどきする女など役柄の幅が広がったことを指摘している。

## 出演作品

### アダルトDVD
- 清く正しくちょっとエッチな美巨乳美少女 AVデビュー（1月1日、キャンディ）
- 担任からここへ来るように言われました。 さとう愛理 149cm（2月1日、ミニマム）
- おっぱいコスでイこっ!（3月1日、キャンディ）
- 日焼けのロリィーちゃん さとう愛理 149cm 〖無毛〗（4月1日、ミニマム）
- ご主人様の厳しいしつけ さとう愛理 149cm 〖無毛〗（5月1日、ミニマム）
- 制服美少女と性交（5月9日、ドリームチケット）
- 女のカラダは胸だけ育ち盛りで選ぶ。（5月13日、E-BODY）
- kawaii*ソープへいらっしゃいませ♪（5月25日、kawaii*）
- 絶対美少女 真正中出し解禁!（5月25日、本中）
- トリプル巨乳ハーレムエステ 発射するまで性感帯を絶えず3点責め（6月25日、kawaii*） 共演:鈴羽みう、桜川かなこ
- 幼い少年と少女が中出しSEXに溺れたあの日々（6月25日、本中）
- 一泊二日、美少女完全予約制。 第二章 〜さとう愛理の場合〜（7月10日、プレステージ）
- エロマンガみたいに乳首の残像が残りそうなくらい激ゆれする Gカップの敏感巨乳制服少女に本物中出し（7月13日、無垢）
- にゅるにゅる美少女3Pヘルス（7月25日、kawaii*） 共演:愛須心亜
- うちの妹の様子がちょっと変なんです… 新しいお兄ちゃんに調教される妹（8月21日、ヒビノ）
- ボクだけのご奉仕メイド（8月22日、クリスタル映像）
- 青山未来kawaii*デビュー! 祝専属初レズW解禁すぺしゃる!!青山未来 さとう愛理（8月25日、kawaii*）
- 巨乳×ビキニ チアガール（9月5日、クリスタル映像）
- じぃさんの舐め廻し乳揉み痴漢で感じてしまった巨乳女（9月6日、ナチュラルハイ）
- 感じるとヒクヒク動く自分のアナルを見せられて発情する妹の友達（9月6日、ナチュラルハイ）
- 何かに夢中で乳輪がハミ出ている事に気づいていない巨乳女に興奮してしまった僕は…（9月10日、DOC） 他出演:青葉優香、桃井はるか
- 美少女即ハメ白書 28（9月19日、ソクハメラボ） 他出演:鈴原エミリ、古森ちひろ、小波風
- 中出し専用肉便器（10月1日、ムーディーズ）
- 本日、自慢の娘を交換します。 愛理と成実（10月1日、ミニマム） 共演:小枝成実
- 突然の土下座尻に出会って即勃ち! 他人事だけど優しい声をかけたら…泣きながら抱きついてきたので尻揉み、尻舐め、衝動エッチ（10月9日、ナチュラルハイ） 他出演:川菜美鈴、小野麻里亜、吉井ありさ、月本るい
- 慌てていてブラを着け忘れたノーブラニット女の胸に見とれていると… 3（10月10日、DOC） 他出演:羽生稀、中山理莉
- 強制命令露出修学旅行（10月10日、V&Rプロデュース）
- 北青山高級アロマ性感オイルマッサージ 10（11月11日、DOC） 他出演:北川怜、北原つばさ、市川みのり
- Gcup コスプレイヤー 中出し性交と大量射精（11月13日、無垢）
- 過激すぎるド素人娘 4時間スペシャル 20（11月14日、S級素人）
- 最強素人軟派 in銀座線沿線（11月14日、ナンパHEAVEN）
- 大人の身体に成長してた姪っ子にフル勃起が避けられない叔父とその息子（11月20日、グローリークエスト）
- 完全主観 まいにち中出し兄妹生活（11月20日、いもうとChannel）
- 素人水着オーディション 芸能スカウトのふりしてナンパ連れ込み 羞恥撮影でマイクロビキニびしょびしょ娘続出!!（12月12日、ナンパHEAVEN） 他出演:蓮実クレア、千乃あずみ、白井まい、佐々木恋海、咲楽アンナ、永崎文、夏希ルア、はるか奏、新山かえで
- おもらし女子（11月21日、TMA）
- 危険日狙って本物中出し 強制子作り性活（11月25日、本中）
- 安全日も危険日も義父に中出しされる若妻（11月28日、EROTICA）
- 「中に出して…夫と子供には内緒」自宅で愚痴聞き屋に中出しセックスをせがむ美人人妻たち 3（12月12日、S級素人） 他出演:香山美桜、千乃あずみ
- 東京一人暮らし痴女 さとう愛理 (12月26日、宇宙企画)
- おぼこ娘に手を出す前の覚悟と昂ぶり（12月26日、BALTAN Candy）
- 童貞の僕が一人暮らしの部屋に清掃業者を呼んだら、まさかの巨乳女。熱心にカラダを動かし、仕事をしている彼女は汗びっしょり。汗染みで胸の形が更に強調されたTシャツには乳首のプレゼントまで。（12月26日、SCOOP)

- 制服美少女の手淫 vol.3（1月9日、ドリームチケット） 他出演:森川涼花、一之瀬すず、高秀朱里、雲乃亜美、藤崎かすみ、椎名茉友、桜川かなこ
- ロリ巨乳ベロちゅうザーメンぶっかけパイパン娘 さとう愛理（1月9日、NITRO）
- 彼氏待ちの素人娘をナンパしたら凄い淫らしい下着をしてヤル気モードだったので美味しくいただきました!（1月9日、S級素人） 他出演:蓮実クレア、桜咲ひな、原千草
- 素敵なカノジョ さとう愛理 Fカップロリ美少女の中出しコスプレ潮吹き野外3Pせっくす（1月13日、BACK DROP）
- イラマチオじゃない腰振りフェラチオ 04 ～女の子の口の中の粘液を肉棒で掻き混ぜる至高の性交体験～（1月21日、SEX Agent） 他出演:椎名茉友、水野朝陽、西野ななみ、戸部睦実、草刈みずき、新堂れな
- 女子校生ディルドオナニー（1月23日、青空ソフト） 他出演:愛須心亜、乙葉ななせ、河西あみ、川村まや、成海うるみ、夏海いく、篠宮ゆり、椎名みゆ、小西まりえ、南梨央奈
- 働く本物看護師に惚れちゃった一般男性患者がマジ告白!「長引く入院生活で反り返るほど溜まったち●ぽを素股でヌいてくれませんか?」退院直前の滑り込み交渉で白衣の天使は優しくまたがってくれるのか!?（2月5日、DEEP'S）
- 街行くアカンそうな素人をナンパ!「そんなアカン娘を逮捕!」手錠かけてHな事しちゃいましたPART4（2月11日、DOC）
- 先輩と私「Re:」 愛須心亜 さとう愛理（2月13日、U&K）
- 女子校生はバックで膣奥出しが大好き! さとう愛理（2月13日、ムーディーズ）
- 現役女子大生ナマ中出しライフ（2月13日、S級素人） 他出演:桜木優希音、桃瀬れもん、陽木かれん
- 女のカラダは腰使いで決まる!4時間 14（2月13日、BAZOOKA） 他出演:千乃あずみ、槇原愛菜、夕城芹、美咲杏
- 妹淫行 巨乳従順パイパン妹とヤリまくりセックス さとう愛理（2月16日、ケー・トライブ）
- 痴漢OK娘 VOL.13 眼鏡女子SP（2月19日、ナチュラルハイ）
- 脱ぎたてパンティにくるんでもらう、ぬくもり手コキ（2月20日、SEX Agent）他出演：佳苗るか、川村まや、夏海いく、星野ひびき、夕城芹、小川めるる、高山えみり
- 姉妹調教ハメられたふたり 阿部乃みく さとう愛理（2月27日、宇宙企画） 共演:阿部乃みく
- W美少女密着逆3Pソープランド 愛須心亜 さとう愛理（3月1日、MOODYZ ACID） 共演:愛須心亜
- ブルマ尻 さとう愛理（3月1日、ワンズファクトリー）
- 公共施設で突然の強●わいせつ 声を出せない挿れっぱなし図書館 真面目な女子校生の未成熟なキツマンにデカチン即ハメ!合体したまま館内連れ回し!長時間挿入でガマンできずに無念の発情潮!!（3月5日、ディープス） 他出演:椎名茉友、佳苗るか
- パイパン巨乳の娘と淫行遊戯 娘との濃密近親セックス実録 娘と淫行 さとう愛理（3月8日、ケー・トライブ）
- 着衣してても胸の大きさが隠しきれない女の子たち 2（3月19日、グローリークエスト） 他出演:波多野結衣、井上瞳、本間麗花
- マジっすか!?ズブしろ娘AV出演 ガチ本番!?SPECIAL Vol.1（3月27日、ONE DA FULL） 他出演:神波多一花、浅倉領花、高山えみり、小澤ゆうき、吉井ありさ、真野ゆりあ
- 超ガン見フェラ 2（4月17日、SEX Agent） 他出演:水野朝陽、逢沢はるか、高山えみり、椎名茉友、鳴月らん、西野ななみ、水城唯、水沢みゆ
- M字開脚にセルフまんぐり、羞恥ポーズの私のオナニー見てください。（4月17日、SEX Agent） 他出演:佳苗るか、夏芽ひなた、杏咲望、小川めるる、夕城芹、星野ひびき、椎名茉友、松本ほのか、新堂れな、田中ゆき、山口かおり、西野ななみ
- 巨乳女子大生限定!!箱根でデート中の素人カップル対抗 勝ったら賞金100万円!負けたら連続生中出し!混浴温泉中出し野球拳 彼氏の目の前で一般男性客たちと生まれて初めての生挿入SEX!中出し合計16発（4月23日、ディープス）
- 放課後美少女回春リフレクソロジー あいり（4月24日、宇宙企画）
- 暗闇×淫語バーチャルリアリティー黒髪清純制服美少女の下品な淫語性交編（4月24日、ONE DA FULL） 他出演:野々宮ここみ、浅倉あすか、穂波紫音
- 溺愛 3人の先生とわたし M さとう愛理（5月1日、FAプロ）
- 飼われたい願望の従順美少女。 さとう愛理（5月13日、レインボー）
- 「日焼けロリィー専門。」白黒やわ肌抱きしめエステ（5月22日、宇宙企画） 共演:陽木かれん、土屋あさみ
- 可愛い顔してデカ尻!! さとう愛理（5月30日、iris）
- ぶっかけ中出しアナルFUCK! さとう愛理（6月1日、ムーディーズ）
- 「おじさん…男の人とチューすると気持ちよくなるんでしょ?…」キスには興味深々〔ママ〕なロリ●女に媚薬を口に含んだまま接吻し続けたらド変態に早変わり!汗だく!潮吹き!イキまくり!の処女マ●コに孕ませ中出し!（6月5日、DIY） 他出演:陽木かれん、土屋あさみ、小鳥遊はる
- あつあつ!ヌルヌル!熱湯ローション風呂!（6月18日、ATOM）
- 成長期のカラダ、思春期のココロ。「おおきなおじさんとないしょのおあそび」パパとママは知らない愛くるしい娘のにちようび…（6月26日、ONE DA FULL） 他出演:太田まみ、陽木かれん、早乙女ゆい
- むっつりスケベなメガネっ娘 2 真面目な少女が眼鏡を外すとき… あいり（6月30日、JUMP）
- オタサーの巨乳姫 2 さとう愛理 （7月10日、NITRO）
- たべごろ さとう愛理 幼い顔して巨乳ですけべな小悪魔娘と淫行デート（7月17日、たべごろ）
- ROOKIE×ホビコレコラボ作品 SCOURGE OF THE EVIL さとう愛理（7月19日、ROOKIE）
- 女子マネージャーは俺たちサッカー部の種付け中出しオナホール（8月6日、ROCKET） 他出演:白石みお、七海りこ、早瀬ありす
- 見た目はすごく真面目そうなのに…勃起チ○ポに発情しちゃったエステティシャンが股間を激しく擦り付けてきた!（8月7日、OFFICE K’S） 他出演：葉山美空 桜ちなみ
- 素人娘 自前の浴衣を着てディルドオナニー初体験（8月7日、OFFICE K’S） 他出演：浅見せり、若月まりあ、桜ちなみ、紺野まこ、葉山美空、仁奈るあ
- 新・美少女貸切温泉旅行 2（8月11日、GALLOP） 他出演:あやみ旬果、夏希みなみ、星野千紗、雲乃亜美
- 中出しされたザーメンをごっくん vol.6 さとう愛理 陽木かれん（8月13日、ムーディーズ） 共演:陽木かれん
- 彼女の妹とデリヘルでまさかの遭遇!!巨乳な妹さんと彼女に内緒で中出しSEXライフ!! さとう愛理（8月19日、OPPAI）
- SEXを妄想しながら淫語オナニー 2（8月21日、OFFICE K’S） 他出演：宇野ゆかり、仁奈るあ、若月まりあ、紺野まこ、桜ちなみ、葉山美空
- 素人娘、はじめての素股体験!（8月21日、OFFICE K’S） 他出演:桜ちなみ、仁奈るあ、青木真奈美、浅見せり、葉山美空、宇野ゆかり、横田まゆ
- あの頃のセーラー服、あの頃のパンチラ 2（8月25日、アロマ企画） 他出演:塚田詩織、桜井ゆい、里咲しおり、椿かなり、中里まいあ
- 美少女8人が貴方だけに愛を囁きながら、赤面ストリップ 入浴ヌルヌル洗体 ズボズボ指入れ痙攣オナニー（8月28日、宇宙企画） 他出演:なごみ、陽木かれん、土屋あさみ、小鳥遊はる、川原里奈、有本紗世、小西まりえ
- 素人娘の野外露出フェラ（8月28日、S級素人） 他出演:宇野ゆかり、仁奈るあ、横田まゆ、若月まりあ、浅見せり、青木真奈美、桜ちなみ、葉山美空
- 女子校生文化祭模擬店 ちら見せオナサポ喫茶SP（9月1日、アロマ企画）※「AV OPEN 2015」エントリー作品 共演:桜木優希音、杏咲望、葉山美空、初美沙希、あやね遥菜、大槻ひびき、川越ゆい
- 【限定共演】MOODYZファン感謝祭バコバコバスツアー2015-1泊2日でイクッ 夢の大乱交AVオールスターズ（9月1日、ムーディーズ）※「AV OPEN 2015」エントリー作品 共演:JULIA、波多野結衣、かすみ果穂、吉川あいみ、なごみ、香山美桜、蓮実クレア、水野朝陽、川上ゆう、神ユキ、早川瀬里奈、南梨央奈、桜木優希音、涼川絢音、AIKA
- おしゃぶり大好きスケベ痴女の極上Wフェラチオ（9月11日、REAL） 共演:紺野まこ 他出演：青木真奈美、宇野ゆかり、北川エリカ、仁奈るあ、桜ちなみ、横田まゆ、若月まりあ、八束みこと
- ノーブラ乳房 こすりつけ発射!（9月13日、アロマ企画） 他出演:塚田詩織、佐々木恋海、潮絢那、河西あみ、宮野ゆかな、浅見せり、水城唯、七瀬ひとみ、宇佐木もも
- おねだり挑発ポーズのクリむきオナニストたち（9月25日、アロマ企画） 他出演:初美沙希、乙葉ななせ、原波瑠、広瀬りりあ
- 素人男性さんに都内某所AVメーカーのヤリ部屋お貸しします!!貴方の可愛い知り合いのSEX撮影出来たら…性交（?）報酬10万円!!Vol.2（9月25日、SCOOP） 他出演:葉山美空、早川瑞希、楓ゆうか、あやね遥菜、木下麻季、北川怜
- 睨まれレ○プ ○学生編～だだこね娘と強制性交～（10月1日、ムーディーズ） 他出演:宇佐美まい、星空もあ
- 超敏感!美尻オイルマッサージ（10月1日、ムーディーズ） 他出演：鈴原エミリ、白咲碧
- うちの妹4人にいたずら子作り（10月1日、ズッコン/バッコン） 共演:宇佐美まい、若月まりあ、星空もあ
- 可愛くて優等生の女子校生たちから中出しSEXをせがまれて困っている僕。（10月9日、BAZOOKA） 共演:愛須心亜、涼川絢音、逢沢るる
- 誘惑腿コキホテル 2（10月25日、アロマ企画） 他出演:芦川芽依、上村みなみ、夏目レイコ、原波瑠
- 「そこの巨乳お嬢さん!童貞くんの射精のお手伝いをしてくれませんか?」自慢のおっぱいでパイズリ射精してもらうつもりが優し過ぎて童貞喪失筆おろしセックス!までしてくれました。Vol.7（10月25日、ナンパJAPAN） 他出演:小峰ひなた、酒井ももか、福咲れん
- モテモテギャルになるために 両親に内緒で叔父さんと中出しSEXを練習する思春期の姪っ子 さとう愛理（11月19kira☆kira BLACK GAL）
- 野外羞恥露出 発育中のロリペットいいなりスケベな娘全6名（11月20日、たべごろ） 他出演：陽木かれん、芦田知子、白咲碧、なごみ
- ももまん和室淫行 鬼畜なオヤジに弄ばれたロリ娘の愛液全8名（12月18日、たべごろ）他出演：陽木かれん、芦田知子、白咲碧、加賀美シュナ、高橋みく、なごみ

- 妹2人がおま●こパックリ開いて僕を誘惑してきたので中出し（1月1日、ムーディーズ） 共演:牧村ひな
- おじさんとあそぼう 独身中年三兄弟の姪っ子なめ回し孕ませセックス さとう愛理（1月21日、いもうとChannel）
- ネット掲示板M女リサーチ 興味本位でご主人様を探す女子大生を拘束寸止め調教!理性を失ったマゾま●こにたっぷりナマ中出し!!（1月25日、えむっ娘ラボ） 他出演：優和、葉山美空、なごみ
- しばられたい わたし、ただのオモチャで、いいんです。さとう愛理（2月5日、ドリームチケット）
- バスト95cm Gcup 中出し援交 あいり (2月6日、親父の個撮)
- 濡れ透けJ○雨宿りレ×プ さとう愛理（2月13日、まんきつ）
- 素人セーラー服生中出し（改） 127 さとう愛理（2月15日、プラム）
- 家庭教師が巨乳受験生にした事の全記録 隠撮カメラFILE さとう愛理（2月18日、GLORY QUEST）
- 学校中で勃起ち○ぽ汁（ザーメン）を出しまくる2人のふたなり女子校生 進学校の真面目な女子生徒がち○ぽ丸出し校内露出!ある日突然生えてきたち○ぽの疼きに耐えられず過激なポ○チンセンズリと大量射精セックスにハマるデカチン少女たち（2月18日、ディープス） 共演:白井ゆずか
- 孕ませバック痴漢 膣内の奥まで届く後背位中出しでイキ堕ちる女子校生（2月18日、ナチュラルハイ） 他出演:篠田ゆう、今宮なな、南梨央奈
- 騎っかりたがる人妻はお嫌いですか?ムラムラしまくり幼な妻が隣人にけしかける拘束騎乗位逆レイプ さとう愛理（3月1日、ANNEX（無言））
- セルフパイ舐め 2（3月10日、MARRION） 他出演：杏美月、ましろあい、西村ニーナ、初美沙希、八束みこと、七草ちとせ、三喜本のぞみ、春日もな、折原ほのか
- 重なりま○こに連続で!大量に!中出しし放題 夢のラブラブ姉妹丼生活（3月17日、SENZ） 共演:佳苗るか
- 【艦●】コスプレなフーゾク【本番あり】こ●ごう／し●かぜ／か● 本日のスペシャルコース（4月15日、プラム） 他出演:里美まゆ、七瀬ひとみ
- 射精後の汚れたものを、極々自然にお掃除フェラ～オチ○ポが愛おし過ぎて、うっかりお掃除してた女たち～（4月15日、SEX Agent） 他出演：桜井あゆ、千乃あずみ、北川エリカ、武藤つぐみ、真野ゆりあ、愛須心亜、小西まりえ、涼風ことの、双葉ゆな
- 「早くしないと赤ちゃんできちゃう!」妹の妊娠を心配するお姉ちゃんが禁断のクンニで中出しされた精子を吸い取りごっくん!3（5月26日、ナチュラルハイ) 共演:涼川絢音、宮崎あや、羽月希
- 妹は従順な性奴隷 ♯2.あいり（5月31日、JUMP）
- メスころがし 濃密中出しと連続精飲 さとう愛理（6月3日、h.m.p）
- そそる肛門コレクション-男を招き入れそうな誘惑系アナル、集めました-（6月17日、SEX Agent） 他出演:波多野結衣、春原未来、水野朝陽、涼宮琴音、愛須心亜、水原さな、木村つな、紺野ひかる、さとう遥希
- 思春期の教え子たちといつでもどこでも中出しできる子作り学校（6月25日、本中 ）共演:跡美しゅり、森星いまり、あゆな虹恋
- ロリっ娘集団の全力逆ナンちん狩り総会（7月1日、（7月1日、ズッコン/バッコン） 共演:なつめ愛莉、尾上若葉、跡美しゅり、白間れおな
- デカ尻マニアックス さとう愛理（7月2日、ワンズファクトリー）
- 女子校生 人体固定中出し輪姦 豪 さとう愛理（7月13日、ムーディーズ）
- 男子禁制、女子寮に男はボク1人! 姉が住む女子寮はドスケベ女の巣窟!? 全寮制女子校に通う姉の元に、届け物を渡しにやってきたボク。男が珍しいのか、覗きに来た姉の友人達が続々と集まってきた。男について知りたい!と興味津々な姉の同級生に囲まれ…（7月19日、Hunter） 共演:阿部乃みく、逢沢るる、早川瑞希、川越ゆい、星空もあ、浜崎真緒
- 16周年記念SP 経験豊富な優しい素人人妻が最高の童貞筆おろし 6（7月21日、アイエナジー） 他出演：穂花まりえ、浅美結花、波木真由、槇原愛菜
- 家の中で常に機会を伺っていた強姦魔 僕が悪いんじゃないんです!突然出来た義理の妹があまりに無防備でイヤらし過ぎたから悪いんです。だから、僕…我慢できずに犯しちゃったんです。家中を必死で逃げ回る妹を追いかけ回し、どこに隠れても必ず見つけ出して…（8月7日、アパッチ） 共演:斉藤みゆ、広瀬うみ、星空もあ、涼海みさ
- どっちが脱ぐ?どっちがヤル?友情崩壊生贄ゲーム!去年まで女子校だった●校に入学したら90%以上女子で少しくらいはモテるかと思ったら大間違い!!モテるどころか日々イジメられています。本気で退学を考え登校拒否していたら…（8月7日、お夜食カンパニー） 共演:星空もあ、相澤ゆりな、西内るな
- 乳がん子宮がん検診にきた巨乳若妻を触診と称して乳揉み放題&生ハメし放題なレディスクリニックがあるという噂は本当か?（8月12日、SCOOP） 他出演:浅美結花、穂花まりえ、波木真由、槇原愛菜
- いつでもどこでも時間停止して中出しできる学園（8月13日、ムーディーズ） 共演:宮崎あや、跡美しゅり、絢森いちか、星川ういか、尾崎ののか、川菜ひかる、紗藤まゆ、七菜原ココ、朝比奈京子
- 海岸路線バスで背後から水着越しにねっとり乳揉み痴●され腰をグラインドさせイキまくる巨乳女（8月18日、ナチュラルハイ） 共演:尾上若葉、逢沢るる、斉藤みゆ
- 「気絶したフリで人工呼吸!まさかのキス初体験!」初めて味わう女子の唇の感触…ヤバい!股間だけ起きちゃう!今日もいじめっ子たちによる、プール授業前恒例のプロレス大会が始まる。調子にのった女子がマジで気絶させようとするから…（8月19日、Hunter） 共演:阿部乃みく、向井藍、星空もあ、かなで自由、春川せせら
- 私のバター犬 クンニ&イカセ連発 さとう愛理（8月20日、neo）
- オヤジとJKの濃密ベロキス連続中出し（9月1日、ムーディーズ）
- ムチムチパイパン巨乳女子8人連続セックス（9月18日、ケー・ドライブ） 他出演:宮原かれん、塚田詩織、三好亜矢、清塚那奈
- 真面目な義理の妹を犯していたらその現場を目撃したヤリマンの義理のお姉ちゃんは、怒るどころか発情してしまい次はボクの精子が無くなるまで何度も犯●れてしまいました…（9月19日、Hunter） 他出演:逢沢るる、跡美しゅり、斉藤みゆ、河音くるみ、月本愛
- 親に隠れてこっそり兄妹近親相姦 親の前ではわざと兄妹ゲンカ!しかし、実は兄妹以上の関係で2人きりになるとすぐに近親相姦セックスを始める!6（9月19日、ゴールデンタイム） 他出演:碧しの、森はるら、早瀬ありす
- 彼氏にバレずにパパを誘惑 小悪魔JK さとう愛理（10月19日、ムーディーズ）
- ブリッジで絶頂&大量失禁!巨乳家政婦を拘束して何度も寸止めイカセでブリッジ大量失禁するほど感じさせデカチン挿入で発狂させろ!!!（10月19日、アパッチ） 他出演:松本メイ、宇野ゆかり、折原ほのか
- 人間操りアイテム どこでも風俗シール ～貼られた瞬間、絶対服従メス奴隷になる女達～（10月19日、まんきつ） 共演:椎名そら、向井藍、河音くるみ
- おしっこ地獄 2 窒息寸前!美女6人の聖水責め（10月25日、neo） 他出演：涼川絢音、かさいあみ、通野未帆、佐川はるみ、木下寧々
- ウブでまじめなメガネっ娘 佐藤さん（11月2日、プラネットプラス）
- 発掘!コ○ケで噂のヤリマンレイヤーあいりちゃん（仮）（11月4日、DIY）
- ゲスの極みホテル 1組目（11月4日、フルセイル）
- お持ち帰りしてもヤレないお堅い巨乳女子大生に媚薬を●ませて合体 ※隠し撮り（11月10日、ナチュラルハイ） 他出演:斉藤みゆ、水川愛莉
- 少女たちのイケない遊戯 こんなにオチ○チン大きくなってるよ❤（11月30日、JUMP） 他出演:紺野ひかる、宇野ゆかり、小倉さとみ、逢月はるな、七瀬ひとみ、藤美るか、芹沢つむぎ、河音くるみ、紗藤まゆ
- お尻が発育し過ぎた女子校生のデカ尻娘を拘束しマ○コにバイブ突っ込み放置アクメ!感度抜群に仕上がったカラダに義父が強●的にチ○ポ挿入!母に隠れて鬼突きピストン痙攣堕ち!（12月9日、V&R PRODUCE） 他出演:あおいれな、絢森いちか、星空もあ
- 狙われた母娘 娘の同級生に私も犯されました（12月1日、ワンズファクトリー） 共演:川上ゆう
- 好奇心旺盛な地味娘ちゃん さとう愛理（12月13日、イノセント）

- 結婚したのは娘狙い!新しいお父さんが何も知らない発達途中の娘に性教育!女子校生なのにウブなデッカイお尻の娘をオレ好みの性処理ペットに調教しちゃいました!（1月13日、V&R PRODUCE） 他出演:浅田結梨、絢森いちか、早川瑞希
- 女体化媚薬で妹のレズ肉便器にされた兄 星空もあ×さとう愛理（2月7日、山と空） 共演:星空もあ
- ムチムチパイパンメガネっ娘 やりたい放題密室変態デート さとう愛理 身長149cm トランジスタグラマーボディ（2月21日、ケー・ドライブ）
- おしっこ我慢できなくなり野ションするフットサル女子の盗撮成功!!「動画サイトにうpしてイイですかw」で、生ハメ中出しまでヤレるか検証!!（3月10日、ゲッツ!!） 他出演:水城りの、星空もあ
- ノーパン・ハイスクール6 ハーレムスペシャル（3月19日、GLAMOROUS） 共演:泉ののか、跡美しゅり、宮崎あや、川村まや、宮沢ゆかり
- こんなお店があったらいいなシリーズ 本日開店!おしっこケーキ屋さん（3月20日、neo）
- 現金返済する金欠の人妻をキャッシングローンATMで待ち伏せ。ガチナンパでラクラク中出し❤（4月14日、ゲッツ!!） 他出演:あけみみう、彩奈リナ、KAORI、武藤つぐみ、とみの伊織、水城りの、真田美樹、柊さき、高城彩、神ユキ
- 居酒屋でバイトしている僕の彼女が飲み会で泥●しヤリチン巨根バイトたちに4P寝取られてしまい悔しいのでそのままAV発売お願いします（4月14日、ゲッツ!!） 他出演:真田美樹、武藤つぐみ
- スターダスト!メルピュア! ～星屑になった美少女戦士たち～（4月14日、GIGA） 共演:浅田結梨、あず希、生駒はるな、宮沢ゆかり、内村りな、しじみ
- ムチムチパイパンいもうと さとう愛理 身長149cm（4月18日、ケー・ドライブ）
- うわっ…お姉さんのお口臭い 食事後の口臭に興奮してしまう男たち（4月20日、抜群） 他出演:かなで自由、安野由美、篠宮ゆり、月本愛、七々瀬凛
- 女子大生限定 飲み会後、部屋に連れ込み盗撮 そして黙ってAVへ no.13 桃尻爆乳編 ゆき/Eカップ/21才 まや/Gカップ/20才（4月25日、お持ち帰り） 他出演:新村あかり
- 契約の為に美爆乳で誘惑する人妻生保レディ さとう愛理（4月28日、人妻花園劇場）
- 資産家オヤジならデキる!援交JK大人買い中出し 栄川乃亜 さとう愛理（5月1日、MVG）
- 最強属性10 星空もあ・さとう愛理（5月5日、最強属性）
- 連続多重手コキ～ヌいてもヌいても現れる勃起チ●ポでやまないザーメンの雨～（6月16日、SEX Agent） 他出演:笹倉杏、澁谷果歩、野々宮みさと、鶴田かな、苑田あゆり、愛瀬美希
- 皆のねとられ投稿話を再現します 僕の嫁が夫婦の高校時代の恩師（もっこり屈強体育教師）に寝盗られました さとう愛理（6月19日、JET映像）
- 校則が厳しい超お嬢様女子校は見た目は清楚だけど実はヤリマンだらけ!!非常勤講師として行った先がお嬢様女子校!黒髪の乙女の花園と思いきや、清楚な見た目とは反して女子たちはみんなヤリマン!小中高と女子校育ちの反動でセックス大好き女子に!だから…（7月7日、Hunter） 他出演:今井まい、なつめ愛莉、天野美優、明海こう、七菜原ココ、月野ゆりあ、水谷あおい
- パンチラ&ブラチラ連発!女子校生限定!目指せ賞金100万円!カラダを激しく揺らしまくれ!!フリフリ!!おマンポゲーム（7月19日、ATOM） 他出演：明海こう、宮村ななこ、なつめ愛莉、あさひゆめか
- 脚固めで密着最深セルフイラマチオ2～とろける程に1つになると連続射精が可能に～（7月21日、SEX Agent） 他出演:澁谷果歩、鶴田かな、野々宮みさと、苑田あゆり、月野ゆりあ、愛瀬美希、黒木いくみ
- 見て。～オナニーが気持ち良過ぎて秒殺快感堕ちな女たちの卑猥な淫顔、切ない鳴き声、糸引く愛液、ヒクヒク雌壺…イッちゃうまでの全過程を～（7月21日、SEX Agent） 他出演:澁谷果歩、尾上若葉、吉川あいみ、鶴田かな、野々宮みさと、涼川絢音、由來ちとせ、若槻みづな、西条沙羅
- 咥えて3分以内に発射4～隙間時間にサクッと濃厚射精、話題の時短フェラ～（7月21日、SEX Agent） 他出演:春原未来、澁谷果歩、吉川あいみ、鶴田かな、森はるら、涼川絢音、笹倉杏、夏希みなみ、由來ちとせ
- 2組の仲良しヲタカップルが目の前で寝取られる 百合カップルスワッピング交流会（7月25日、ビビアン） 共演:阿部乃みく、篠宮ゆり、星空もあ
- 童顔な顔してお兄ちゃんイジメが大好きなドSいたずらっ娘ちびボイン妹（9月1日、sister） 共演:一色さゆり
- ある日、ネットで見つけたのはヤリサーに●●撮りされた彼女の動画だった。 星野ナミ（9月13日、S1 NO.1 STYLE） ※星野ナミとの共演
- 公衆便所美人トイレ清掃員膣内放尿中出し痴漢（9月19日、アパッチ） 他出演:今井まい、あさひゆめか、月野ゆりあ、水谷あおい
- ミニスカートを履いたパンチラ女子校生に媚薬を飲ませると自らニーハイソックスを擦りつけながら淫らにパンツを湿らせ、カニバサミで中出しを求めた! 3（10月13日、V&R PRODUCE） 他出演:愛瀬美希、南梨央奈、水城りの
- ワキ臭くないですか? さとう愛理 ワキ毛の生え際から新しい毛が生えてますよ（10月20日、neo）
- 「ねぇ?あたしと一緒にチャットでいっぱ～いHなことしよ❤」制服美少女!ピチャピチャ潮吹きLIVEチャットオナニー4時間DXvol.15（11月1日、VALEX） 他出演:青山はな、水嶋アリス、速美もな、一色さゆり、秋吉花音
- 無言接吻3 グッチョングチョンのベーロベロ 台詞一切ナシ 聞こえてくるのは吐息と唾液、粘着音のみ（11月20日、抜群） 他出演:川上ゆう、阿部乃みく、浜崎真緒、高野しずか
- 「いつまでケンカしてんの!!」実は近親相姦愛を育んでいた兄妹が喧嘩を装い親に隠れて喘ぎ声を押し殺しながら危険な中出し交尾2（12月8日、V&R PRODUCE） 他出演:	浅田結梨、南梨央奈、なつめ愛莉
- 投稿個人撮影 キモ男ヲタ復讐動画 ササガワコトリアフター編&カドイアヤカアフター編（12月23日、玉屋レーベル） 共演:北川ゆず

- 【NTR実況】 その時、妻は… case4 9/20 愛理（1月7日、JET映像）
- 修学旅行1日目を終えた女教師たちはどのような夜を過ごしているのか!?まさかこんなにドエロい夜を過ごしていたとは!徹底スクープ!!（1月12日、SCOOP） 他出演:生田みく、羽生ありさ、池上まひろ
- むちむちデカ尻 神ブルマ さとう愛理 ロリ美少女から人妻、ぽっちゃり娘達にピチピチブルマ＆体操着を着せ、ハミパン、ムレムレワレメなど毛穴まで見えるほどの超ドアップ接写!さらに尻コキ、着衣お漏らし放尿やブルマぶっかけ、生中出し等ブルマ好きに送る完全着衣フェチAV（4月26日、親父の個撮）
- 今からこの一家全員レイプします（5月11日、REAL） 共演:天海こころ、葉月潤、結希玲衣
- ルーム さとう愛理（5月25日、REAL）
- 変態看守に何度も犯されて（7月12日、GIRL'S CH）
- 日本最大の繁華街にある「老舗おっぱいパブ」でオキニの嬢が騎乗位生ハメで中出しするまで（8月1日、Mr.michiru）
- 完全主観 罵り唾吐きツンデレ女子 全編完全撮りおろし（10月20日、抜群） 他出演:持田栞里、優木いおり、麻生知香、麻乃みゆき、胡桃沢ももこ
- いんらんワカメ酒 さとう愛理 筋書き無しの好色飲酒ノンフィクション!（10月20日、neo）
- 眼を逸らさないフェラチオ（1月18日、SEX Agent） 他出演:水野朝陽、逢沢はるか、高山えみり、西条沙羅、保坂えり、千乃あずみ、北川エリカ、水沢みゆ
- 濡れてテカってピッタリ密着 神スク水 さとう愛理 美少女から人妻まで可愛い女子のスクール水着姿をじっとりと堪能!（12月6日、親父の個撮）

- 脱いだばかりの私の下着、どうしたらいい?（1月18日、SEX Agent） 他出演:佳苗るか、川村まや、夏海いく、夏芽ひなた、逢沢はるか、神波多一花、篠田あゆみ、高山えみり、橋本麻衣子
- 美少女戦士セーラーセレーネ ～狙われたセーラースーツ～（1月25日、GIGA） 共演:原さくら
- ロリ専科 娘のワレメ～性欲を我慢できずに射精を続ける父親～あいり（4月1日、ロリ専科）
- おしっこクッキング（4月20日、neo） 他出演:浜崎真緒、南梨央奈、川上ゆう、みおり舞、乙葉ななせ
- スローなオイル手コキが売りの高級メンズアロマエステは施術師が巨乳人妻 フィニッシュ寸前の勃起チ●ポをオイルまみれの肉感ボディに押し付け続けたらみるみる発情 密着生本番まではそう時間はかからない!?（5月17日、SCOOP） 他出演:今井ゆあ、逢沢りいな
- 「謝礼を出すのであなたのフェラテク見せてください!!」と声をかけ、付いて来た素人にさらに謝礼を上乗せしていき生中出しSEX成功!!（6月14日、S級素人） 他出演:平花、七海ゆあ）
- 秘密の1日デート 11 さとう愛理（8月16日、真実）
- 少女たちのイケないお遊戯 「こんなにオチ○チン大きくなってるよ 4」（9月28日、JUNP） 他出演：上川星空、河北はるな、柳川まこ、宮沢ゆかり、優木なお、美咲かんな、深田結梨、皆月ひかる、浜崎真緒

- じんかくそうさ洗脳催● ボクの本体知りませんか？行方不明になりました…編（3月7日、山と空）他出演:星空もあ
- おしかけ同棲レズ ～ハズレ合コン帰りに出会った巨乳美少女をお持ち帰り～ さとう愛理 柊紗栄子（6月1日、U＆K）

- 中年オヤジと制服美少女 さとう愛理（12月25日、CHoBitcH）※「制服美少女と性交 さとう愛理」の再編集版

- レズ旅～カワイイ女子2人がマ●コを濡らしながらイチャラブする初めてのお泊り（1月28日、パラダイステレビ）他出演:星空もあ
- フェラ友ごっくんJ系デート さとう愛理（3月1日、山と空）

- 純潔 さとう愛理（6月28日、スパイスビジュアル）
- 挑発的小悪魔ブルマ娘 藍（12月28日、フェチ眼）

- 単身赴任先は田舎町… 隣に住む性欲過多なバツイチ美女の巨乳に惑わされボクは何度も中出ししまくった…（2月13日、クリスタル映像）
- あべ藍 濡れヌレ美少女（2月28日、スパイスビジュアル）
- 家庭教師の先生が舐め好きキス魔でグチョグチョ唾液でふやけるまでしゃぶり付いてくる（4月11日、ヒビノ）
- あべ藍におまかせあれ お悩みなんでも相談室「チェリー大学生の場合」（6月5日、プラネットプラス）
- 絶倫義父に何度もイカされ中出しを許してしまったご無沙汰敏感妻 あべ藍（7月2日、KSB企画）
- 母子交尾～奥利根湖路～（11月5日、ルビー）

- 藍女将の告白 先輩! ご主人と愛人さんを膣生出しでいただきました!（6月17日、ルビー）

### アダルトVR
- さとう愛理 今日は特別…コスプレでエッチしようよ（1月27日、CRYSTAL VR）
- 妹と禁断エロ展開 さとう愛里（6月9日、CASANOVA）
- えっちなあのコと夢の世界 澁谷果歩 さとう愛里（6月16日、CASANOVA）
- ハチャメチャOL総務部巨乳3課【前編】（6月16日、アロマ企画） 共演:月本愛、藤川れいな、坂井亜美
- ハチャメチャOL総務部巨乳3課【後編】（6月16日、アロマ企画） 共演:藤川れいな、坂井亜美
- ロリ巨乳なJKに迫られて理性が限界 さとう愛理（6月30日、CASANOVA）
- ご奉仕学園 1（8月10日、アロマ企画） 共演:月本愛、藤川れいな
- 長尺・高画質VR さとう愛理 生中出し 連続2発射 寸止め地獄!（9月9日、ブイワンVR）

- 長尺・高画質 ラブイチャVR彼女 超美巨乳で責められ癒されまくり さとう愛理（1月27日、ブイワンVR）
- 激イカセ!いきなりパンチラ挑発されて… さとう愛理（2月26日、AVVR）
- デリヘルの送迎ドライバーをする事になった僕。ドライブ中にエッチな会話でムラムラしてしまった巨乳デリヘル嬢に誘惑されて密着カーセックスVR（9月14日、変態紳士倶楽部） 共演:音羽美鈴
- 尻肉の躍動と美巨尻 濃密騎乗位性交 さとう愛理（9月15日、TEPPAN VR）
- 濃厚密着! かわいい あの子とエッチな体験～さとう愛理×麻里梨夏 110分（11月29日、まるはんVR）

- 美少女戦士セーラーユピテル さとう愛理（6月10日、GIGA）
- 壁尻VR【マルチアングル編集】でデカ尻制服美少女を壁穴レ×プ!中出しヤリたい放題の肉オナホ状態!! さとう愛理（7月22日、SODVR）
- 【自己紹介VR】人気AV女優が丁寧に名前からオナニーの仕方までアナタに伝えてくれる「私のこと知ってください!」（9月19日、SODVR） 他出演:有村のぞみ、篠宮ゆり、有栖るる、枢木あおい、平花、星空もあ、あおいれな、神坂ひなの、宮沢ちはる
- さとう愛理のザ・筆おろしVR ～愛理があなたを男にしてあげる～（10月17日、CRYSTAL VR）
- 女体盛りVR（9月19日、エロタイム） 共演:あおいれな

### 企画コンテンツ
- PHOTO（2016年12月3日時点）
- 001～011（005はプラチナ会員限定）
- 動画（2016年12月1日時点）
- 001～012（006はプラチナ会員限定）
- 単品購入動画（会員制定額サービス入会後、ポイントで別途購入）（2016年12月1日時点）
- さとう愛理　単品オリジナル 貴重な私服姿から飛び出したおっぱいは豊満であった…高画質で全身を眺め尽くせ！(4K動画)
- さとう愛理　ムチムチ！うっすらスジのパンツと乳首をコリコリしてビンビンに…吸い付きたくなるような乳首 制服カーディガン
- さとう愛理　黒髪美少女の生着替え！脱ぐ時も着る時も最中おっぱい揺れまくりなブルマ着替え編
- さとう愛理　パンツ要素あり・ギリギリ要素あり！分度器でプニプニスリスリ！ブレザー
- さとう愛理　エロイ声が響く！ 肉感たっぷりむちむちボディ！馬乗り編
- さとう愛理　カバンの中身はエログッズ！？試しに使ったら気持ちよくなっちゃいました♪JKカバン編
- さとう愛理　白くて綺麗なプニプニお肉が揺れまくり！感じている表情がたまらん！乳揉み編
- さとう愛理　バトンで擦り、乳首刺激！極上ボディの全貌！チアリーダー
- さとう愛理　お兄ちゃん…潤んだ瞳で色っぽい声でしゃぶり尽されるとこうなっちゃう！　ソーセージ舐め編
- さとう愛理　ブラの隙間からピンク色の突起が・・・美乳美少女の制服ベスト
- さとう愛理　結婚式前にこんな誘惑されたらどうします？一度は夢見るシーンをあなたに！　ウェディング
- さとう愛理　あらゆるもので揺らしまくる！プルプル感満載！ゆれ動画！
- さとう愛理　勉強中でおろそかになった太ももの間に見える白い生地・・・ 盗撮編
- さとう愛理　パンツ見られて興奮！？ついには生おっぱい＆乳首まで！学園JK
- さとう愛理　朝から着替え大胆露出！朝食、物探し、靴履きで日常パンチラ！日常JK編
- さとう愛理　歯磨き中におっぱいポロリ？！お口の中に大大接近してみた！ 4K動画　歯磨き編

### フェチ動画
- さとう愛理のエロ長い舌シリーズ1～6（2015年12月18日舌ベロマスター）
- 1.さとう愛理のエロ長い舌と口内をじっくり観察
- 2.さとう愛理のエロ長い舌でたっぷり顔舐め鼻舐め
- 3.さとう愛理のエロ長い舌・唾・口の臭い堪能コース1
- 4.さとう愛理のエロ長い舌・唾・口の臭い堪能コース2
- 5.さとう愛理の唾液たっぷりセルフ乳舐め＆ディルドフェラ・パイズリ舌射！
- 6.さとう愛理のエロ長い舌・接吻と全身リップで手コキ射精
- さとう愛理のエロ長い舌シリーズ6本セット

### 同人系作品
- 同人撮ろうよ　第六話「イベント売り子さんとアフターオフパコ」 さとう愛理　（2016年10月21日、コスフルールweb）

### イメージDVD
- A PURE NUDE 山下りぼん（2014年1月17日、サムバディ）
- あいりんラブりん（2014年9月19日、Coming soon）
- スクールドール/伊勢きょうこ（2014年9月28日、Dream Focus）
- パイパンSchooldays（2014年11月1日、Sujicco）
- 昭和女学生 vol.2/工藤亜希子（2014年12月19日、メディアブランド　日本メディアサプライ）
- pg/伊勢きょうこ（2015年1月25日、pg　ターンテーブル）
- ボクの言いなり彼女～Fcup巨乳でムッチムチ肉尻のさとう愛理～/さとう愛理（2015年12月25日、オルスタックソフト販売　オルスタックピクチャーズ）
- 放課後の君と/さとう愛理（2016年3月4日、half moon）

## 出演

### 映画
- 美少女剣士　月に向かっておシゴキよ!（2017年10月20日、オーピー映画、監督：清水大敬） - 山口裕子 役[19]
- 続・未亡人下宿? エロすぎちゃってごめんなさい❤（2018年4月13日、オーピー映画、監督：清水大敬） - 里恵 役[20]
- パンチラ病院　お父さん大興奮!（2018年9月28日、オーピー映画、監督：清水大敬） - 吉川瞳／金山恵子 役[21]

### 舞台
- Masquerade（2018年7月19日 - 21日、荻窪小劇場）
- 劇団ココア「花時計」（2018年11月20日 - 25日、荻窪小劇場）
- 劇団ココア「PIERROT」（2019年7月17日 - 28日、荻窪小劇場）
- 劇団ココア「アネモネの花」（2020年2月27日 - 3月3日、荻窪小劇場）
- 劇団ココア「プロとコントラ」（2020年3月17日 - 22日、荻窪小劇場）
- 劇団ココア特別公演 『マリオネット』（2020年6月23日 - 28日、荻窪小劇場）役者兼脚本担当
- G★Forceプロジェクト2020「幕末純情伝2020」（2020年12月17日 - 12月20日、東京・練馬・JOY JOYシアター） - 梅香・お美津 役
- WAKE 不滅の英雄★和気清麻呂（2020年12月12日 - 2021年1月11日、劇団歴史新大陸、配信のみ）- 山の民の里長、猪乃 役[22]
- Charm「Withered Life」（2021年3月31日 - 4月4日、ラゾーナ川崎プラザソル）
- GO,JET!GO!GO!Vol.5 涙のドライマティーニ ガールズにライバル出現！？（2021年8月12日 - 23日、東日本橋 A-Garage）- 美月 役
- 腐テキ☆REVOLUTION 〜推しの循環スパイラル〜（2021年10月1日 - 10月4日、東京・エアースタジオ）- 早乙女役
- 劇団ココア「魔女エステリーゼの事件簿」（2021年6月23日 - 28日、荻窪小劇場）
- おくりもの（2021年11月17日 - 21日、阿佐ヶ谷アルシェ）
- GO,JETGO!GO!vol6 追憶のブルージーン・クリスマス（2021年12月8日 - 13日、東日本橋 A-Garage）
- ビター・シュガー・ブラック ビター・シュガー・チョコレートブラック（2022年1月26日 - 30日、下北沢小劇場楽園）
- 黒のブルース　闇夜のブルーズ（2022年4月13日 - 17日、下北沢小劇場楽園）- レイラ 役
- ふれぼ6　腐テキ☆REVOLUTION〜サヨナラのGW〜（2022年4月28日 - 5月2日、東京・エアースタジオ）B班さとみ役、C班早乙女役
- それでも地球は回る。（2022年6月26日 - 7月3日、下北沢「劇」小劇場）
- 蛇の目企画「0号」（2022年8月18日、19日、以降は中止、池袋シアターKASSAI。配信ライブ、2022年9月3日、ZAIKO）
- ラウンド・テーブル13「終わらない真実」（2022年9月8日 - 11日、東京・キーノートシアター西日暮里）- リーン・アドラー 役
- 劇団空感演人「旅館探偵やなぎ」（2022年10月6日 - 10日、東京・エアースタジオ）
- 西園寺家の儀典（2022年12月7日 - 11日、池袋・シアターグリーンBIG TREE THEATER）

### テレビ
- 阿部乃ちゃんねる（2016年6月3日、7月1日、エンタ!959）
- 酔うとおま●こを見せがちなＡＶ女優たちが生出演!泥酔エロエロ酒場にいらっしゃい!（2019年6月6日、パラダイステレビ）[23]

### ウェブラジオ
- 天才・ガリンペイロの元気が出るラジオ!!（2022年3月4日、鳥越アズーリFM）ゲスト[24]
- 1年後に解散するロックバンド（2022年3月27日[17]、鳥越アズーリFM）ゲスト[25]

### ゲーム
- マジックミラー号これくしょん-マジこれ-（ソフトオンデマンド）
- 先生、学校でしようよ！（DMM GAMES）
- ガーディアンミストレス（DMM GAMES）
- GALギャング！！ ～AV女優大乱交バトル～（DMM GAMES）
- AVベースボール（DMM GAMES）
- ガールズ・ヘルファイア（DMM GAMES）
- 教えて♡おねだり将棋（2019年2月21日、シルバースタージャパン）※Nintendo Switch用ダウンロードソフト[26]、2019年5月30日にPlayStation 4用も発売[27]。
- 教えて おねだり将棋 さとう愛理（2020年3月13日、シルバースタージャパン）※パソコン用将棋ゲーム